# Réparsac
Réparsac é uma comuna francesa na região administrativa da Nova Aquitânia, no departamento de Charente. Estende-se por uma área de 11,06 km². Em 2010 a comuna tinha 608 habitantes (densidade: 55 hab./km²).